# Wyszniwci
Wyszniwci (ukr. Вишнівці) – wieś na Ukrainie, w obwodzie kirowohradzkim, w rejonie aleksandryjskim, w hromadzie Onufrijiwka. W 2021 liczyła 551 mieszkańców, wśród których 546 wskazało jako ojczysty język ukraiński, 5 inny.